# Ichneumon freyi
Ichneumon freyi là một loài tò vò trong họ Ichneumonidae.